# Лонха-де-ла-Седа
Лонха-де-ла-Седа (исп. Lonja de la Seda — «шёлковая биржа») или Льоджа-де-ла-Седа (кат. Llotja de la Seda) — комплекс зданий в Валенсии, первоначально использовавшийся для торговли шёлком. Сооружённый между 1482 и 1548 годами комплекс представляет собой шедевр архитектуры поздней готики и отражает расцвет Валенсии как крупного торгового города Средиземноморья в период XV—XVI вв.
Ла-Лонха была включена в список Всемирного наследия ЮНЕСКО в 1996 году как яркий пример поздней готики, символизирующий мощь и богатство средиземноморских торговых городов. Доступна для посещения как музей, где экспозицией является сам старинный интерьер здания.

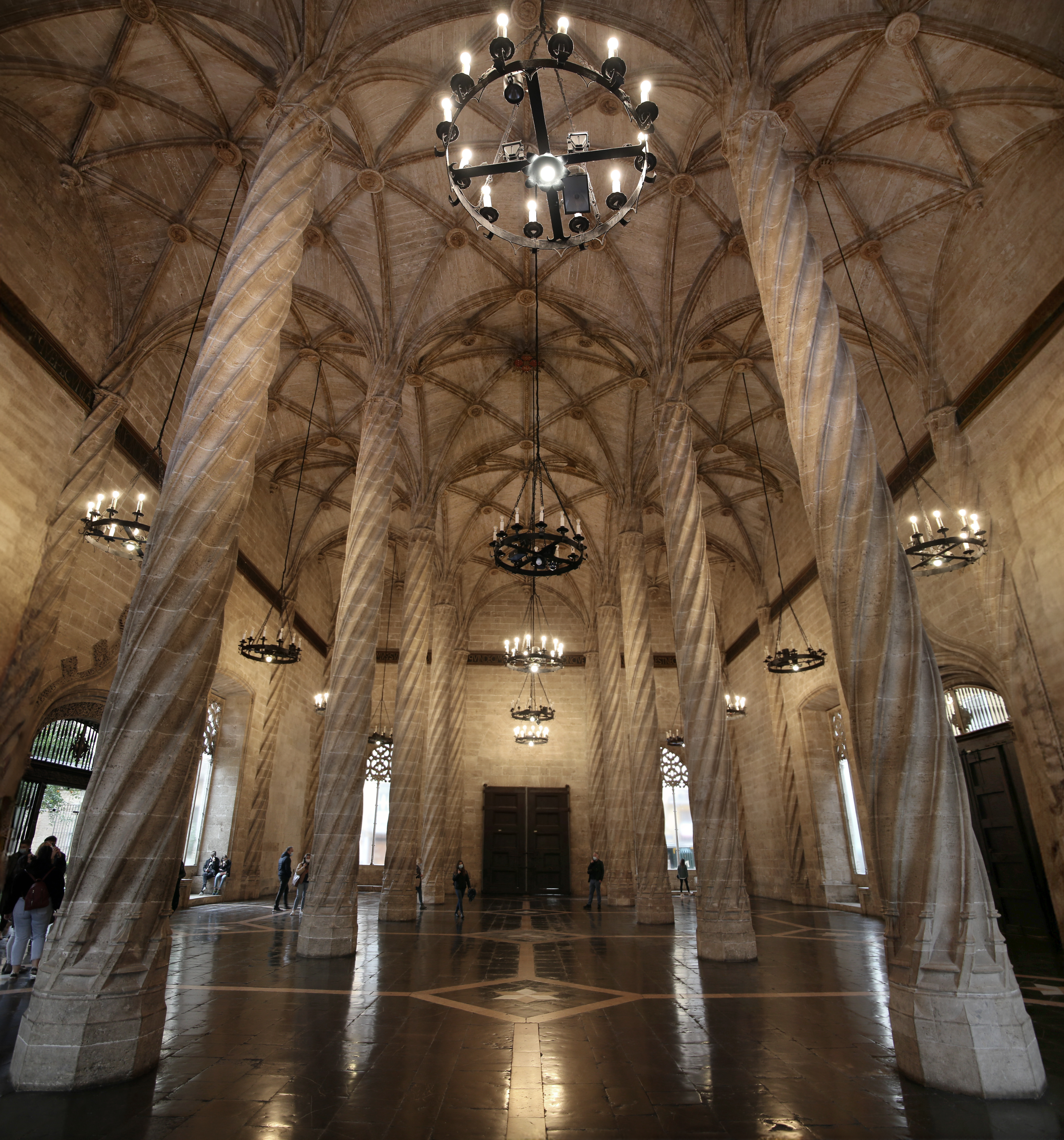
Сала-де-Контратасьон

Решение о строительстве нового торгового объекта в Валенсии было принято в 1469 году, но власти города выкупили землю только в 1482 году. Основной зал биржи Сала-де-Контратасьон (Sala de Contratacion — «зал сделок») и башня были завершены в 1498 году под руководством архитекторов Педро Компте, Хуана Иборры и Йохана Корбера, которые за пример брали здание биржи в Пальма-де-Майорка (1426-48 гг.) Остальная часть комплекса — Консульский павильон и двор с садом были завершены лишь к 1533 году под руководством Доминго де Уртеага. Комплекс, изначальной целью которого была торговля маслом, развился в главный торговый объект и шёлковую биржу. В Консульском павильоне заседал Консолат-де-Мар — первый торговый трибунал, созданный в Испании в 1283 году, а также банк, организованный в 1408 году.
Сала-де-Контратасьон имеет размеры 35,6×21,39 м и высоту потолка 17,4 м. Он обильно декорирован и разделён пятью рядами спиральных колонн. Пол сделан из разноцветного мрамора, а вдоль стены на латыни сделана надпись, информирующая о правилах торговли в зале. Зал освещается через окна, украшенные в том числе статуями гаргулий. Дверь, ведущая на Паса-дель-Меркадо, увенчана образом Богородицы и гербом Арагона. Под залом располагается часовня Зачатия Богородицы, а спиральная лестница ведёт наверх в помещения, которые использовались для заключения задолжавших торговцев.